# Miroslav Verner

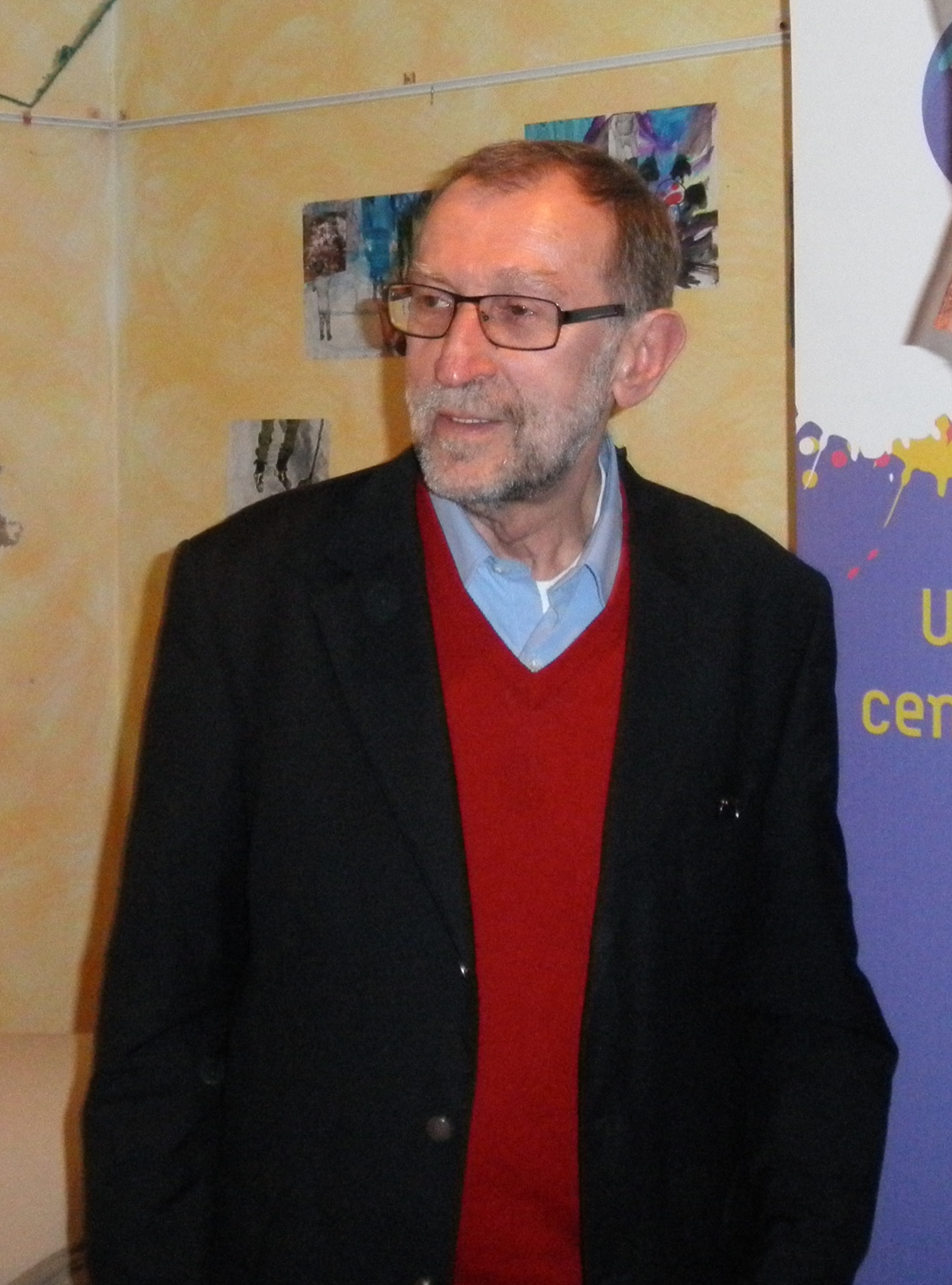
Miroslav Verner (2013)

Miroslav Verner (* 31. Oktober 1941 in Brünn) ist ein tschechischer Ägyptologe.

## Berufliche Tätigkeiten
Miroslav Verner ist seit 1966 am Tschechischen Ägyptologischen Institut der Karls-Universität Prag tätig, seit 1993 als Professor und Leiter. Er war Gastprofessor an den Universitäten Wien und Hamburg sowie der American University in Cairo.
Verner war seit 1964 als Archäologe tätig und leitete ab 1975 die tschechischen Grabungen in Abusir. 1998 entdeckte ein Archäologenteam des Tschechischen Ägyptologischen Institutes unter seiner Leitung das intakte Grab des Priesters Iufaa.
2005 wurde Verner Leiter des Forschungsprojektes „Investigation of the civilisation of Ancient Egypt“. Das Projekt untersuchte die Entwicklung der ägyptischen Gesellschaft im Laufe seiner Geschichte und lief von 2005 bis 2011.
Verner ist Mitglied des Deutschen Archäologischen Institutes, des UNESCO-Komitees für ägyptische Altertümer sowie des Board of Directors des Internationalen Ägyptologen-Verbandes.

## Publikationen
- Pyramidy. Tajemství minulosti. Academia, Prag 1997, ISBN 80-2000583-8
  - deutsch: Die Pyramiden. Vom Autor vollständig überarbeitete und erweiterte Ausgabe. Rowohlt, Reinbek 1998, ISBN 3-498-07062-2.
- Archaeological Remarks on the 4th and 5th Dynasty Chronology. In: Archiv Orientální. Band 69, Prag 2001, S. 363–418 (PDF; 31 MB).
- Remarques sur le temple solaire [Hetep-Rê] et la date du mastaba de Ti. In: Bulletin de l’Institut français d’archéologie orientale. (BIFAO). Bd. 87, 1987, S. 293–297 (PDF; 1,3 MB).
- Un roi de la Ve dynastie. Rêneferef ou Rênefer? In: Bulletin de l’Institut français d’archéologie orientale. (BIFAO). Band 85, 1985, S. 281–284 (PDF; 0,2 MB).
- Die Königsmutter Chentkaus von Abusir und einige Bemerkungen zur Geschichte der 5. Dynastie. In: Studien zur altägyptischen Kultur. Band 8, 1980, ISBN 3-87118-497-7, S. 243–268.
- Les sculptures de Rêneferef découvertes à Abousir [avec 16 planches]. In: Bulletin de l’Institut français d’archéologie orientale. (BIFAO) Band 85, 1985, S. 267–280 mit XLIV-LIX (PDF; 7,4 MB).
- Les statuettes en bois d’Abousir. In: Revue d’Égyptologie. (RdE) Nr. 36, 1985, S. 145–152.
- Supplément aux sculptures de Rêneferef découvertes à Abousir [avec 4 planches] In: Bulletin de l’Institut français d’archéologie orientale. (BIFAO) Band 86, 1986, S. 361–366 mit LXII-LXV (PDF; 1,7 MB).
- Who was Shepseskara, and when did he reign? In: Miroslav Bárta, Jaromír Krejčí (Hrsg.): Abusir and Saqqara in the Year 2000. Academy of Sciences of the Czech Republic, Oriental Institute, Prag 2000, ISBN 80-85425-39-4, S. 581–602.
- Miroslav Verner et al.: Unearthing Ancient Egypt (Objevování starého Egypta) 1958–1988. Czech Institute of Egyptology, Prag 1990, S. 33–38.
- mit Vivienne G. Callender: Abusir VI. Djedkare’s Family Cemetery. In Excavations of the Czech Institute of Egyptology. Band 6, Prag 2002 (PDF; 38,7 MB).